# Joana II de Navarra
Joana II de Navarra (em espanhol: Juana; Conflans-Sainte-Honorine, 28 de janeiro de 1312 — Castelo de Conflans, 6 de outubro de 1349) foi uma princesa de França por nascimento e Rainha Soberana de Navarra de 1328 a 1349.

## Biografia
Joana foi a única filha e herdeira do rei Luís X de França, Luís I de Navarra, e da rainha consorte, Margarida da Borgonha.
Depois da morte do pai e meio irmão João I, em 1316, Joana foi excluída da sucessão a favor dos tios. Os reinos de França e Navarra, então em união pessoal, foram pertença sucessivamente de Filipe V e Carlos IV, que também morreram sem descendência feminina. Após a morte de Carlos IV, Joana era a herdeira directa, mas como em França imperava a lei sálica, acabou por se tornar apenas Rainha de Navarra. 
Em 1325, Joana foi pois coroada rainha, juntamente com o seu marido e consorte Filipe de Évreux. Morreu em 1349, vitimada por uma epidemia de peste negra.

## Descendência
- Joana de Navarra (1325/26 – 3 de julho de 1387), freira em Longchamp;
- Maria de Navarra (1327/29 – 29 de abril de 1347), se casou com Pedro IV de Aragão, e foi mãe de seus filhos;
- Luís de Navarra (m. 1330)
- Branca de Navarra (1331 – 5 de outubro de 1398), se casou com Filipe VI de França, de quem teve apenas uma filha, Joana de França;
- Carlos II de Navarra, "o Mau'" (17 de maio de 1332 – 1 de janeiro de 1387), foi marido de Joana de Valois, e teve descendência;
- Filipe de Navarra, Conde de Longueville (1336 – 29 de agosto de 1363), marido de Iolanda de Flandres. Porém, somente teve filhos com sua amante, Jeannete d'Aisy, chamados de Lancelote e Robin, bastardos de Longueville;
- Inês de Navarra (1337/42 – janeiro de 1397), se casou com Gastão III Febo, conde de Foix, porém foi repudiada por ele. Teve um filho, Gastão de Béarn;
- Luís de Navarra (m. 1372), se tornou jure uxoris duque de Durazzo, na Albânia, ao se casar com Joana de Durazzo, que lhe deu filhos;
- Joana de Navarra (1342/49 – 20 de novembro de 1403), foi a segunda esposa de João I, Visconde de Rohan, com quem teve um filhos apenas, Carlos.